# The Lion King (colonna sonora)
The Lion King: Original Motion Picture Soundtrack è la colonna sonora del film Il Re Leone del 1994. Contiene le canzoni scritte per il film da Elton John e Tim Rice e le musiche di Hans Zimmer. È stata pubblicata il 31 maggio 1994.

## Descrizione
L'album è stato registrato in tre continenti diversi: in America (ai Media Ventures, Los Angeles Ocean Way Studios, Los Angeles, Stati Uniti), in Europa (allo Snake Ranch e agli Angel Studios, Londra, Regno Unito) e in Africa (ai BOP studios, Mmabatho, Sudafrica).
Contiene brani scritti da Elton John (musica) e Tim Rice (testi) appositamente per il film, oltre a vari strumentali composti da Hans Zimmer. I brani di Elton John sono cantati da Carmen Twillie, Jason Weaver, Rowan Atkinson, Whoopi Goldberg, Jeremy Irons, Cheech Marin, Jim Cummings, Nathan Lane, Ernie Sabella, Sally Dworsky e altri artisti; nell'edizione standard dell'album i brani Can You Feel the Love Tonight, Circle of Life e I Just Can't Wait to Be King sono presenti sia nella versione del film che nella versione interpretata da Elton John. In molte edizioni internazionali, comunque, le versioni eltoniane di Circle of Life e I Just Can't Wait to Be King sono rimpiazzate da un unico strumentale composto da Zimmer (Hyenas).
Nel 2003 è uscita un'edizione speciale della colonna sonora, contenente due nuove tracce.

## Tracce

### Edizione standard
Testi e musiche di Elton John & Tim Rice (tracce 1-5, 10-14), Hans Zimmer (tracce 6-9).
1. Carmen Twillie e Lebo M. – Circle of Life – 3:59
2. Jason Weaver, Rowan Atkinson, e Laura Williams – I Just Can't Wait to Be King – 3:40
3. Jeremy Irons, Whoopi Goldberg, Cheech Marin, and Jim Cummings – Be Prepared – 3:33
4. Nathan Lane, Ernie Sabella, Jason Weaver, e Joseph Williams – Hakuna Matata – 2:57
5. Joseph Williams, Sally Dworsky, Nathan Lane, Ernie Sabella, e Kristle Edwards – Can You Feel the Love Tonight – 2:57
6. This Land – 2:55 (musica: Hans Zimmer)
7. ...To Die For – 4:17 (musica: Hans Zimmer)
8. Under the Stars – 3:45 (musica: Hans Zimmer)
9. King of Pride Rock – 5:59 (musica: Hans Zimmer)
10. Elton John – Circle of Life – 4:51
11. Elton John – I Just Can't Wait to Be King – 3:37
12. Elton John – Can You Feel the Love Tonight (End Title) – 4:01

Durata totale: 46:31
The Lion King - Special Edition
1. James Earl Jones, Jeff Bennett e Evan Saucedo – The Morning Report (End Title) – 4:01
2. Elton John – Can You Feel the Love Tonight (Remix) – 4:08

## B-sides
| Brano                                                  | Formato                                  |
| ------------------------------------------------------ | ---------------------------------------- |
| "Can You Feel the Love Tonight (Instrumental Version)" | Can You Feel the Love Tonight 7"/CD (UK) |

## Accoglienza
The Lion King ebbe un grandissimo successo di vendite, anche grazie all'enorme potenza mediatica della Walt Disney:  vendette infatti 10 milioni di copie nei soli Stati Uniti, conseguendo il disco di diamante e risultando la colonna sonora di un cartone animato più venduta di sempre. La Walt Disney Company ne uscì quindi incredibilmente rafforzata, ed effettivamente The Lion King costituisce anche il disco più venduto della Walt Disney Records. L'album si posizionò inoltre al primo posto della classifica statunitense degli album, mentre nel Regno Unito conseguì una numero 4 (in Italia raggiunse l'ottavo posto). Elton pubblicò come singoli Can You Feel the Love Tonight (numero 4 USA, numero 14 UK) e Circle of Life (numero 18 USA, numero 11 UK), che lo rilanciarono enormemente, facendolo conoscere anche alle nuove generazioni. Grazie a Can You Feel the Love Tonight, egli vinse (insieme al paroliere Tim Rice) un Oscar per la migliore canzone e un Golden Globe per la migliore canzone originale (oltre a un Grammy per la migliore interpretazione maschile). Hans Zimmer, infine, conseguì un Oscar alla migliore colonna sonora e un Golden Globe per la migliore colonna sonora originale.

## Classifiche

### Classifiche settimanali
| Classifica (1994/95) | Posizione massima |
| -------------------- | ----------------- |
| Australia            | 3                 |
| Austria              | 4                 |
| Belgio (Fiandre)     | 16                |
| Belgio (Vallonia)    | 5                 |
| Canada               | 1                 |
| Francia              | 1                 |
| Germania             | 7                 |
| Italia               | 8                 |
| Nuova Zelanda        | 1                 |
| Paesi Bassi          | 6                 |
| Regno Unito          | 4                 |
| Stati Uniti          | 1                 |
| Svezia               | 4                 |
| Svizzera             | 1                 |

### Classifiche di fine anno
| Classifica (1994) | Posizione |
| ----------------- | --------- |
| Stati Uniti       | 4         |
| Classifica (1995) | Posizione |
| Stati Uniti       | 10        |

### Classifiche di fine decennio
| Classifica (1990–1999) | Posizione |
| ---------------------- | --------- |
| Stati Uniti            | 21        |

## Premi
| Oscar                                            | Riceventi           |
| Migliore colonna sonora                          | Hans Zimmer         |
| Migliore canzone (Can You Feel the Love Tonight) | Elton John Tim Rice |
| Nominate:                                        |                     |
| Migliore canzone (Circle of Life)                | Elton John Tim Rice |
| Migliore canzone (Hakuna Matata)                 | Elton John Tim Rice |

| Golden Globe                                               | Riceventi           |
| Migliore colonna sonora originale                          | Hans Zimmer         |
| Migliore canzone originale (Can You Feel the Love Tonight) | Elton John Tim Rice |
| Nominata:                                                  |                     |
| Migliore canzone originale (Circle of Life)                | Elton John Tim Rice |